# لی یانگ (تیرانداز)
لی یانگ (انگلیسی: Li Yang؛ زادهٔ ۲۰ اوت ۱۹۸۵) تیرانداز اهل چین است. وی در بازی‌های المپیک تابستانی ۲۰۰۸ حضور داشته‌است.